# Spartochloa
Spartochloa é um género botânico pertencente à família Poaceae.